# مونزینگ
مونزینگ (به آلمانی: Münsing) یک شهر در آلمان است که در بایرن واقع شده‌است.

## خصوصیات
مونزینگ ۵۲٫۲۰ کیلومترمربع مساحت دارد ۶۶۶ متر بالاتر از سطح دریا واقع شده‌است.